# Leung Chun-ying
Leung Chun-ying (chinês tradicional: 梁振英; Hong Kong, 12  de agosto de 1954), também conhecido como CY Leung, é um político de Hong Kong, foi chefe do Executivo de Hong Kong, de 2012 até 2017.
Desde março de 2017, é o vice-presidente do Conselho de Administração da Conferência Consultiva Política do Povo Chinês (CCPPC), organismo consultivo político da China.

## Chefe do Executivo de Hong Kong

### Período de transição
Em 1 de julho de 2012, assumiu o cargo de chefe do Executivo de Hong Kong mesmo com a controvérsia em torno das estruturas ilegais de sua casa, Foi  severamente criticado, como hipócrita, por usar a mesma acusação ao atacar seu oponente durante a campanha eleitoral de 2012. Também foi criticado por suas nomeações de oficiais e seus julgamentos políticos.
A indicação de Chen Ran (陳冉), de apenas 29 anos, como a chefe do Gabinete de transição provocou novas críticas entre a população da Região administrativa especial (RAE), já que ela residia na RAE há apenas seis anos — o período de tempo mínimo que os estrangeiros devem residir, em Hong Kong, para solicitar residência permanente é sete anos. Chen era ex-secretária-geral da "pro-Beijing Hong Kong Young Elites Association" e, da qual, Leung é patrono. Também é filha de um funcionário de alto escalão do governo em Xangai e ex-membro da Liga da Juventude Comunista da China. Sua inscrição para a residência permanente, em Hong Kong, foi "supostamente" acelerada.
Apesar da língua cantonesa ser historicamente a linha de fato falada em Hong Kong, Leung fez seu primeiro discurso em mandarim padrão, idioma oficial na China continental. Um contraste com o seu antecessor, Donald Tsang, que fez seu discurso ao assumir, em 2007, em cantonês.

### Reeleição
Em 2017, sua candidatura a reeleição era amplamente esperada, porém, em 9 de dezembro de 2016, ele anunciou que não concorreria, citando seu desejo de cuidar de sua família e não colocar sua família, mais uma vez, no centro da "campanha eleitoral".